# Lijst van gemeentelijke monumenten in Terneuzen (plaats)
De plaats Terneuzen, hoofdplaats van de gemeente Terneuzen, kent 55 gemeentelijke monumenten, hieronder een overzicht.
| Object                       | Bouwjaar        | Architect    | Locatie                                     | Coördinaten                   | Nr.        | Afbeelding                   |
| ---------------------------- | --------------- | ------------ | ------------------------------------------- | ----------------------------- | ---------- | ---------------------------- |
| Religieus erfgoed            |                 |              | Alberdingk Thijmstraat 2                    | 51° 19' 37" NB, 3° 50' 16" OL | 0715/WN116 | Upload foto                  |
| Straatmeubilair Huizingabank |                 |              | Axelsestraat (kruising met Steenbergenlaan) | 51° 20' 2" NB, 3° 49' 49" OL  | 0715/WN063 | Straatmeubilair Huizingabank |
| Straatmeubilair De Leeuwtjes |                 |              | Axelsestraat bij 52                         |                               | 0715/WN062 | Upload foto                  |
| Boerderij/woning             | 1896            |              | Axelsestraat 120a                           | 51° 19' 46" NB, 3° 50' 2" OL  | 0715/WN113 | Boerderij/woning             |
| Bedrijfspand                 |                 |              | Brouwerijstraat 8                           | 51° 20' 13" NB, 3° 49' 39" OL | 0715/WN064 | Bedrijfspand                 |
| Woonhuis/bedrijfspand        |                 |              | Burgemeester Geillstraat 6 en 8             |                               | 0715/WN065 | Woonhuis/bedrijfspand        |
| Woonhuis/bedrijfpand         | circa 1915-1920 |              | Burgemeester Geillstraat 10                 | 51° 20' 18" NB, 3° 49' 39" OL | 0715/WN066 | Woonhuis/bedrijfpand         |
| Woonhuis/bedrijfspand        |                 |              | Burgemeester Geillstraat 12                 | 51° 20' 18" NB, 3° 49' 36" OL | 0715/WN067 | Woonhuis/bedrijfspand        |
| Woonhuis/bedrijfspand        | circa 1920      |              | Burgemeester Geillstraat 14                 | 51° 20' 18" NB, 3° 49' 39" OL | 0715/WN068 | Woonhuis/bedrijfspand        |
| Woonhuis/bedrijfspand        |                 |              | Burgemeester Geillstraat 16 en 18           |                               | 0715/WN069 | Woonhuis/bedrijfspand        |
| Woonhuis/bedrijfspand        | circa 1925      |              | Burgemeester Geillstraat 20                 | 51° 20' 20" NB, 3° 49' 38" OL | 0715/WN070 | Woonhuis/bedrijfspand        |
| Woonhuis                     | circa 1900      |              | De Blokken 1                                | 51° 20' 11" NB, 3° 49' 47" OL | 0715/WN071 | Woonhuis                     |
| Woonhuis                     | 1865            |              | De Blokken 3                                | 51° 20' 11" NB, 3° 49' 47" OL | 0715/WN072 | Woonhuis                     |
| Woonhuis                     | circa 1900      |              | De Blokken 4                                | 51° 20' 11" NB, 3° 49' 47" OL | 0715/WN073 | Woonhuis                     |
| Woonhuis                     | 1865            |              | De Blokken 5                                | 51° 20' 11" NB, 3° 49' 47" OL | 0715/WN074 | Woonhuis                     |
| Woonhuis                     | 1865            |              | De Blokken 7                                | 51° 20' 12" NB, 3° 49' 47" OL | 0715/WN075 | Woonhuis                     |
| Woonhuis                     | 1865            |              | De Blokken 8                                | 51° 20' 12" NB, 3° 49' 47" OL | 0715/WN076 | Woonhuis                     |
| Woonhuis                     | 1865            |              | De Blokken 9                                | 51° 20' 12" NB, 3° 49' 47" OL | 0715/WN077 | Woonhuis                     |
| Woonhuis                     | 1865            |              | De Blokken 10                               | 51° 20' 12" NB, 3° 49' 47" OL | 0715/WN078 | Woonhuis                     |
| Woonhuis                     | 1865            |              | De Blokken 11                               | 51° 20' 12" NB, 3° 49' 47" OL | 0715/WN079 | Woonhuis                     |
| Woonhuis                     | circa 1910      |              | De Blokken 12                               | 51° 20' 12" NB, 3° 49' 47" OL | 0715/WN080 | Woonhuis                     |
| Woonhuis                     | 1865            |              | De Blokken 15                               | 51° 20' 13" NB, 3° 49' 47" OL | 0715/WN081 | Woonhuis                     |
| Woonhuis                     | circa 1900      |              | Grenulaan 10                                | 51° 20' 6" NB, 3° 49' 23" OL  | 0715/WN082 | Woonhuis                     |
| Woonhuis                     | circa 1900      |              | Grenulaan 50                                | 51° 20' 15" NB, 3° 49' 20" OL | 0715/WN083 | Woonhuis                     |
| Kantongerecht                | 1915            | S. Wijn      | Havenstraat 12                              | 51° 20' 15" NB, 3° 49' 40" OL | 0715/WN084 | Kantongerecht                |
| Amsterdamsche Bank           | 1936            | Joh. Schagen | Kandeelstraat 1                             | 51° 20' 10" NB, 3° 49' 39" OL | 0715/WN098 | Amsterdamsche Bank           |
| Woonhuis/bedrijf             |                 |              | Kandeelstraat 5                             | 51° 20' 10" NB, 3° 49' 40" OL | 0715/WN098 | Woonhuis/bedrijf             |
| Woonhuis/bedrijf             | 1903            |              | Kandeelstraat 7                             | 51° 20' 10" NB, 3° 49' 41" OL | 0715/WN099 | Woonhuis/bedrijf             |
| Woonhuis/bedrijf             |                 |              | Kandeelstraat 11                            | 51° 20' 9" NB, 3° 49' 42" OL  | 0715/WN100 | Woonhuis/bedrijf             |
| Religieus erfgoed            | 1915            |              | Korte Kerkstraat 20                         | 51° 20' 13" NB, 3° 49' 29" OL | 0715/WN085 | Religieus erfgoed            |
| Religieus erfgoed            |                 |              | Korte Kerkstraat 19                         | 51° 20' 14" NB, 3° 49' 29" OL | 0715/WN086 | Religieus erfgoed            |
| Religieus erfgoed            | circa 1925      |              | Korte Kerkstraat 22                         | 51° 20' 13" NB, 3° 49' 31" OL | 0715/WN087 | Religieus erfgoed            |
| Woonhuis                     | circa 1915      |              | Markt 21                                    | 51° 20' 14" NB, 3° 49' 42" OL | 0715/WN088 | Woonhuis                     |
| Bedrijfspand                 | circa 1895      |              | Nieuwstraat 22                              | 51° 20' 18" NB, 3° 49' 30" OL | 0715/WN089 | Bedrijfspand                 |
| Bedrijfspand                 | circa 1910      |              | Nieuwstraat 54                              | 51° 20' 20" NB, 3° 49' 26" OL | 0715/WN090 | Bedrijfspand                 |
| Bedrijfspand                 | circa 1930      |              | Noordstraat 37                              | 51° 20' 11" NB, 3° 49' 40" OL | 0715/WN091 | Bedrijfspand                 |
| Bedrijfspand                 | circa 1898      |              | Noordstraat 38                              | 51° 20' 11" NB, 3° 49' 39" OL | 0715/WN092 | Upload foto                  |
| Gemeentehuis                 | 1594            |              | Noordstraat 39                              | 51° 20' 11" NB, 3° 49' 40" OL | 0715/WN093 | Gemeentehuis                 |
| Grote kerk                   | 1886            |              | Noordstraat 62                              | 51° 20' 14" NB, 3° 49' 37" OL | 0715/WN094 | Meer afbeeldingen            |
| Bedrijfspand                 |                 |              | Noordstraat 64 en 68                        |                               | 0715/WN095 | Upload foto                  |
| Openb. gebouwen              | 1972            | Jaap Bakema  | Oostelijk Bolwerk 4                         | 51° 20' 16" NB, 3° 49' 53" OL | 0715/WN096 | Meer afbeeldingen            |
| Bedrijfspand                 |                 |              | Rosegracht 1 en 2, Axelsestraat 2a          | 51° 20' 4" NB, 3° 49' 46" OL  | 0715/WN097 | Bedrijfspand                 |
| Woonhuis/bedrijf             |                 |              | Tuinpad 12 / Molenzicht 5                   | 51° 20' 9" NB, 3° 49' 41" OL  | 0715/WN114 | Woonhuis/bedrijf             |
| Woonhuis/bedrijf             |                 |              | Tuinpad 14                                  | 51° 20' 8" NB, 3° 49' 41" OL  | 0715/WN115 | Woonhuis/bedrijf             |
| Woonhuis/bedrijf             |                 |              | Tuinpad 16                                  | 51° 20' 9" NB, 3° 49' 42" OL  | 0715/WN105 | Woonhuis/bedrijf             |
| Woonhuis/bedrijf             | circa 1900      |              | Tuinpad 18                                  | 51° 20' 9" NB, 3° 49' 42" OL  | 0715/WN106 | Upload foto                  |
| Woonhuis/bedrijf             |                 |              | Tuinpad 20                                  | 51° 20' 9" NB, 3° 49' 42" OL  | 0715/WN107 | Woonhuis/bedrijf             |
| Woonhuis/bedrijf             |                 |              | Tuinpad 22                                  | 51° 20' 10" NB, 3° 49' 42" OL | 0715/WN108 | Woonhuis/bedrijf             |
| Woonhuis/bedrijf             | 1903            |              | Tuinpad 24                                  | 51° 20' 9" NB, 3° 49' 42" OL  | 0715/WN109 | Woonhuis/bedrijf             |
| Woonhuis/bedrijf             |                 |              | Vissteeg 2                                  | 51° 20' 9" NB, 3° 49' 41" OL  | 0715/WN101 | Woonhuis/bedrijf             |
| Woonhuis/bedrijf             |                 |              | Vissteeg 4                                  | 51° 20' 9" NB, 3° 49' 41" OL  | 0715/WN102 | Woonhuis/bedrijf             |
| Woonhuis/bedrijf             |                 |              | Vissteeg 6                                  | 51° 20' 9" NB, 3° 49' 41" OL  | 0715/WN103 | Woonhuis/bedrijf             |
| Woonhuis/bedrijf             |                 |              | Vissteeg 8                                  | 51° 20' 9" NB, 3° 49' 41" OL  | 0715/WN104 | Woonhuis/bedrijf             |
| Bedrijfspand                 | circa 1920      |              | Walstraat 7                                 | 51° 20' 19" NB, 3° 49' 41" OL | 0715/WN110 | Bedrijfspand                 |
| Woonhuis                     |                 |              | Westkolkstraat 22 en 24                     |                               | 0715/WN111 | Woonhuis                     |
| Woonhuis                     | circa 1905      |              | Westkolkstraat 48                           | 51° 20' 17" NB, 3° 49' 19" OL | 0715/WN112 | Woonhuis                     |